# 105 Take Away
105 Take Away è un programma radiofonico in onda su Radio 105 dal 2016, dal lunedì al venerdì dalle 12:00 alle 13:00.
Il programma era inizialmente condotto da Daniele Battaglia e Alan Caligiuri. Quest'ultimo, già co-conduttore de Lo Zoo di 105, ha lasciato il programma a dicembre 2019 a causa del mancato rinnovo del suo contratto. Diletta Leotta è entrata nel team di 105 Take Away nel 2017 e dal 2019 co-conduce il programma con Daniele Battaglia. Dal 2016 al 2019 la trasmissione è andata in onda per due ore, dalle 12 alle 14. 
La regia del programma è stata curata fino al 2019 da Gil Giunti, mentre dal 2020 il ruolo è stato ricoperto da Antonio "Serpico" Alagni.
Il programma ha visto anche la partecipazione di Matteo Lotti in veste di musicista/cantante del programma.
Da marzo 2020 la trasmissione è in onda in simulcast su Radio 105 TV sul web e sul digitale terrestre.